# اسکالا (کومونه)
اسکالا (کومونه) (به ایتالیایی: Scala) یک کومونه در ایتالیا است که در استان سالرنو واقع شده‌است.

## خصوصیات
اسکالا ۱۳ کیلومترمربع مساحت و ۱٬۴۹۸ نفر جمعیت دارد.